# Plica sublingualis
Die Plica sublingualis (lat.: Unterzungenfalte) ist ein schmaler, paariger, von Schleimhaut überzogener Wulst am Mundboden. Er zieht auf jeder Seite von der Caruncula sublingualis (lat.: warzenartiger Höcker unter der Zunge), die das vordere Ende der Plica sublingualis bildet, schräg nach hinten seitlich. Unter der Plica sublingualis liegt der Ductus submandibularis und die Glandula sublingualis (Unterzungendrüse), deren Ausführungsgang zusammen mit jenem der Glandula submandibularis (Unterkieferspeicheldrüse) auf der Caruncula sublingualis mündet.
Nicht so selten bildet sich im Ausführungsgang in der Plica sublingualis ein Speichelstein, der zu einer schmerzhaften Entzündung führen kann und ggf. eine chirurgische Intervention erforderlich macht.